# Иван Дмитриевич Шемякин
Иван Дмитриевич Шемякин (до 1446 — после 1471) — сын великого князя Московского Дмитрия Шемяки.
После смерти своего отца (1453) ушёл из Новгорода в Псков, затем в Литву. Казимир IV дал ему «в кормление» Рыльск и Новгород-Северск (1454).
Московские князья в договорах с соседями (например, с Новгородом — 1456 и 1471, с Тверью — 1464 и 1485) ставили условием непринятие ими Шемякина, как изменника и изгнанника. Когда умер Иван — неизвестно. Из четырёх его сыновей, которых упоминают русские родословные, в летописях чаще всего фигурирует младший, Василий Иванович Шемячич, который вернулся в подданство к московскому князю.
А. Г. Бобров выдвинул гипотезу о тождестве Ивана Шемякина и знаменитого книжника Ефросина.